# Чужое лицо
Чужое лицо (яп. 他人の顔) — роман 1964 года японского писателя Кобо Абэ.

## Сюжет
Главный герой, руководитель химической лаборатории в видном институте, при проведении экспериментов полностью повреждает лицо из-за взрыва жидкого кислорода. Герой женат, но детей нет, — первый умер, во второй раз случился выкидыш. Вскоре после выписки из больницы он уезжает в Осаку якобы в командировку. Он снимает квартиру в невзрачном доме S. и делает его своим «убежищем». Страдая от одиночества, он решает надевать на изуродованное лицо маску. Талантливый учёный, он решается создать маску сам, что с успехом выполняет. Маска получилась настолько похожей на настоящее лицо, что можно было без опаски выходить на улицу и даже улыбаться. Но с этого момента начинается раздвоение личности героя на «я» и «маска». «Маска» — это франт в темных очках, носящий бороду и совершающий то и дело самые эксцентричные поступки, будь то покупка запрещенного законом духового ружья или игрушки йо-йо. «Я» — это страдающий от одиночества человек. Поначалу герой считает лицо лишь оберткой, скрывающей главное, — внутренний мир. Но затем он осознает, что недооценил роль лица. Надевая маску, герой задумывается над тем, что она позволяет предстать совершенно другим человеком и потому совершать самые дерзкие преступления. Считая лицо мостиком (хотя и не единственным), связывающим людей, герой понял, что, убирая лицо, скрываешь душу. Под прикрытием маски герой изменяет самому себе со своей женой (как оказалось позднее, жена обо всем догадалась). Чтобы подытожить проделанную работу, он пишет записки жене в трех тетрадях.